# Јиџи капсуле
Јиџи капсуле је кинеска биљна мешавина која се у оквиру традиционалне кинеске медицине (ТКМ) примењује за лечење васкуларне деменције, која озбиљно утиче на квалитет живота оболелих. 

## Опште информације
Васкуларна деменција (ВД) је синдром или дијагноза који има различите узроке и клиничке манифестације повезане са неколико различитих васкуларних механизама и промена у мозгу. Неки традиционални кинески биљни лекови су развијени за лечење ВД. Јиџи капсула једна је од таквих биљна мешавина за коју се у неколико студија наводи да значајно побољшава клиничке симптоме у васкуларној деменцији. 

### Резултати неких истраживања
Традиционални кинески биљни лекови који се широко се користи у ТКМ за лечење васкуларне деменције у Кини, након недавних студија показали су ин витро биолошку активност и терапеутске ефекте на животињама, али објављени клинички докази нису систематски процењени. 
- Студија на пацовима закључила је да Јиџи капсуле делује на побољшање поремећаја учења и памћења и да имају добар заштитни ефекат на неуротоксичност индуковану Ап25-35 код СД пацова.[1]

- Друга студија проценила је ефикасност Јиџи капсуле у лечењу сенилне деменције. Резултати су показали да овај лем може изузетно да побољша менталног стања (ММСЕ) и Хамилтонову скалу депресије (ХДС) пацијената са васкуларном деменцијом. Штавише, Јиџи капсуле су у овој студији побољшале церебрални проток крви, праћену електричном активношћу мозга и хемореолошким индексе, посебно за ненормалне случајеве.[2]
- Трећа студија наводи добре резултате на ревидираним скалама за деменцију Хасегава, након примене Јиџи капсула у лечењу губитка интелектуалне функције после цереброваскуларних болести, у односу на терапију Пирацетамом. Студија је закључила да подаци указују да је Јиџи капсуле могу применити за превенцију васкуларне деменције.[3]

## Супротстављени ставови
Иако традиционалну кинеску медицину као древни медицински систем са јединственом културном позадином, у данашње време све више западних земаља због терапијске ефикасности прихвата, њена сигурност и јасни фармаколошки механизми деловања још увек нису сигурни. Један од главних разлог за забринутост вероватно је интеракција са прописаним лековима, посебно оних који делују на централни нервни систем и кардиоваскуларна стања, јер су утврђене интеракције лекова раније пријављене данас применљивије у Кини него у Европи
Иако према важећем законодавству ЕУ, лековито биље или печурке немају било какву врсту лековитог деловања, традиционална кинеска медицина постоји хиљадама година и мање или више успешно лечи бројни пацијенте биљним мешавима.
Кохранова база података у свом прегледу из 2007. године наводи да студија спроведена до тада нису користиле методе које би могле пружити снажне доказе да су Јиџи капсуле ефикасне у лечењу васкуларне деменције.
У том смислу ефикасност и нежељене ефекте Јиџи капсуле тек треба систематски проучиити и критички проценити како би се на основу утврђених научних доказа информисала клиничка пракса и усмерило даље тражење нових режима лечења.
Како не постоје званични докази да је овај лек потврђен као успешан у савременим на доказима заснованим научним студијама, верује се у здрав разум појединаца који лек прописују болесницима и а они га користе у лечењу, одлуко о томе донесу на основу доступних извора, од којих су неки наведени и на овој страници. 
Према томе, западној медиицини предстоји да снагом доказа поново процени, и уз ригорозније осмишљене, плацебо-контролисаним студије да доказе високог нивоа у будућим студијама о ефикасности Јиџи капсула.